# Rust College
Das Rust College in Holly Springs, Mississippi in den USA ist eine am 24. November 1866 gegründete Hochschule, die mit der United Methodist Church verbunden ist. Sie zählt zu den historisch afroamerikanischen Colleges und Hochschulen.  
Gründer waren Mitglieder der „Freedman’s Aid Society of the Methodist Episcopal Church“, die sich nach dem amerikanischen Bürgerkrieg für die Emanzipation von Afroamerikanern engagierten. Das Rust ist eine von zehn afroamerikanischen Hochschulen, die vor 1868 gegründet wurden und noch existieren.
Der Name „Rust“ bezieht sich auf Rev. Richard S. Rust aus Cincinnati, der ein führendes Mitglied der Freedman’s Aid Society war.

## Berühmte Absolventinnen und Absolventen
- Lucie Campbell (1885–1963), Komponistin, Liedermacherin
- Alvin Childress (1907–1986), Schauspieler
- Perry Wilbon Howard (1877–1961), Rechtsanwalt, Generalstaatsanwalt, Politiker
- Clinton LeSueur (* 1969), Journalist
- Alexander Preston Shaw (1879–1966), Methodistischer Bischof
- Ida B. Wells (1862–1931), Publizistin, Zeitungsherausgeberin, Bürgerrechtlerin